# That Girl Lay Lay
That Girl Lay Lay foi uma série de televisão de comédia americana criado por David A. Arnold e exibido pela Nickelodeon em 23 de setembro de 2021 e 20 de março de 2024. A série é estrelada por That Girl Lay Lay, Gabrielle Nevaeh Green, Tiffany Daniels, Thomas Hobson, Peyton Perrine III e Caleb Brown.

## Premissa
Lutando para deixar sua marca na escola e precisando de um melhor amigo para conversar, Sadie deseja que Lay Lay, um avatar artificialmente inteligente de um aplicativo de afirmação pessoal, seja real e possa ajudá-la a se destacar. Quando seu desejo se torna realidade e Lay Lay ganha vida magicamente, eles navegam pela vida como adolescentes e descobrem quem realmente são, enquanto tentam manter a identidade da Lay Lay escondida.

## Elenco

### Principal
- That Girl Lay Lay como Lay Lay, um avatar de telefone artificialmente inteligente que ganha vida na forma de uma adolescente humana com habilidades especiais
- Gabrielle Nevaeh Green como Sadie Alexander, uma garota que possuía a versão do avatar do telefone de Lay Lay até que ganhou vida.
- Tiffany Daniels como Trish, mãe de Sadie
- Thomas Hobson como Bryce, pai de Sadie
- Peyton Perrine III como Marky, irmão de Sadie
- Caleb Brown como Jeremy (1ª Temporada), colega de classe de Sadie e Lay Lay
- Elijah M. Cooper como Cobo (2ª Temporada)

### Recorrente
- Andrea Barber como Diretora Willingham
- Kensington Tallman como Tiffany, a garota mais popular da escola
- Ishmel Sahid como Woody
- Anna Grace Arnold como Gigi
- Sean Phillip Glasgow como Lugnut
- Archer Vattano como Scoots
- Graydon Yosowitz como Graydon Waydon

## Produção
Em 18 de março de 2021, That Girl Lay Lay foi encomendada para a série pela Nickelodeon por 13 episódios, com a estrela Alaya High, também conhecida como Lay Lay.  A série foi criada por David A. Arnold, que também atua como showrunner, e é produzida pela Will Packer Productions. A produção da série começou no verão de 2021. David A. Arnold, Will Packer, Carolyn Newman, John Beck e Ron Hart atuam como produtores executivos. Em 2 de julho de 2021, foi anunciado que Gabrielle Nevaeh Green como Sadie, Peyton Perrine III como Marky, Tiffany Daniels como Trish, Thomas Hobson como Bryce e Caleb Brown como Jeremy se juntaram ao elenco principal. Em 26 de agosto de 2021, foi anunciado que a série estrearia em 23 de setembro de 2021.
Em 28 de janeiro de 2022, a série foi renovada para uma segunda temporada, que estreou em 14 de julho de 2022.
Em 19 de março de 2024, foi anunciado que a série terminaria após duas temporadas.

## Episódios

### Resumo da série
| Resumo | Resumo | Episódios | Episódios | Originalmente exibido  | Originalmente exibido |
| Resumo | Resumo | Episódios | Episódios | Estreia da temporada   | Final da temporada    |
| ------ | ------ | --------- | --------- | ---------------------- | --------------------- |
|        | 1      | 13        | 13        | 23 de setembro de 2021 | 9 de dezembro de 2021 |
|        | 2      | 32        | 32        | 14 de julho de 2022    | 20 de março de 2024   |

### 1.ª Temporada (2021)
| N.º na série | N.º na temp. | Título                                                                               | Dirigido por          | Escrito por                           | Exibição original      | Exibição no Brasil     | Cód. de produção | Audiência (milhões) |
| --- | ------------ | ------------------------------------------------------------------------------------ | --------------------- | ------------------------------------- | ---------------------- | ---------------------- | ---------------- | ------------------- |
| 1 | 1            | "Fora do App (BR)" "Out the App"                                                     | Wendy Faraone         | David A. Arnold                       | 23 de setembro de 2021 | 14 de abril de 2023    | 101              | 0.27                |
| Sadie Alexander, uma adolescente, deseja que seu avatar de garota sensacionalista, Lay Lay, ganhe vida. Quando ela adormece, Lay Lay se transforma magicamente em um humano de verdade, então Sadie tem que mantê-la em segredo, fazendo-a passar por uma estudante de intercâmbio de Houston, ou então as pessoas vão ficar desconfiadas. Lay Lay convence Sadie de que ela poderia se destacar concorrendo à presidência da classe contra Tiffany, a garota popular da escola. Estrelas convidadas: Andrea Barber, Kensington Tallman, Emma Winnick, Christine Rodriguez                                                                |              |                                                                                      |                       |                                       |                        |                        |                  |                     |
| 2 | 2            | "Lay Lay e as Mentirinhas (BR)" "Lay Lay Lies Lies"                                  | Wendy Faraone         | Emily Winter & William Luke Schreiber | 30 de setembro de 2021 | 21 de abril de 2023    | 102              | 0.26                |
| Depois que Lay Lay insulta o jantar de Trish, ela e Sadie têm que lavar a louça. Sadie então ensina Lay Lay sobre pequenas mentiras inocentes, como a família elogiando os "pratos de Trish" quando na realidade eles não gostam deles. Lay Lay leva a mentira inocente ao extremo quando diz que os pratos de Trish devem ser feitos todos os dias, o que leva Sadie e Lay Lay a fazerem seu próprio jantar, com resultados desastrosos. Enquanto isso, Marky e Bryce tentam ganhar dinheiro vendendo canecas de hambúrguer para Woody (Ishmel Sahid). Estrelas convidadas: Ishmel Sahid, Isaiah Morgan Ausente: Caleb Brown como Jeremy |              |                                                                                      |                       |                                       |                        |                        |                  |                     |
| 3 | 3            | "O Kart Cor-de-rosa (BR)" "You-Go-Girl-Kart"                                         | Wendy Faraone         | Desia Gore                            | 7 de outubro de 2021   | 28 de abril de 2023    | 103              | 0.19                |
| Lay Lay decide se juntar ao clube automotivo para poder fazer um passeio estiloso, mas Sadie, que sente que vai estragar tudo, também se junta. Quando Lugnut (Sean Philip Glasgow) os insulta dizendo que construir carros é apenas para meninos, o que os leva a tentar construir seu próprio carro para combater Lugnut. Enquanto isso, Marky e Jeremy notam a nova invenção de Trish e querem promovê-la. Estrelas convidadas: Andrea Barber, Kensington Tallman, Emma Winnick, Sean Philip Glasgow, Josh Banday Ausente: Tiffany Daniels como Trish, Thomas Hobson como Bryce                                                        |              |                                                                                      |                       |                                       |                        |                        |                  |                     |
| 4 | 4            | "Lay Lay, a Lendária (BR)" "Lay Lay the Legendary"                                   | Leonard R. Garner Jr. | Randi Barnes                          | 14 de outubro de 2021  | 12 de maio de 2023     | 105              | 0.28                |
| No acampamento mágico com Sadie e Jeremy, Lay Lay usa seus poderes para aprender truques e descobre que consegue desaparecer. |              |                                                                                      |                       |                                       |                        |                        |                  |                     |
| 5 | 5            | "Ha-Lay-Lay-Ween (BR)" "Ha-Lay-Lay-Ween"                                             | Jody Margolin Hahn    | Randi Barnes                          | 21 de outubro de 2021  | 6 de outubro de 2023   | 110              | 0.25                |
| No Halloween, Sadie e Lay Lay organizam uma festa na escola para provar que o fantasma do Velho Packer não existe; Woody fica preso em um caixão e é salvo por Marky. |              |                                                                                      |                       |                                       |                        |                        |                  |                     |
| 6 | 6            | "Música do BoomBox Burger (BR)" "BoomBox Burger Bop"                                 | Leonard R. Garner Jr. | Anthony Hill                          | 28 de outubro de 2021  | 19 de maio de 2023     | 106              | 0.18                |
| Trish e Bryce descobrem que o jingle do hambúrguer vai ser substituído. |              |                                                                                      |                       |                                       |                        |                        |                  |                     |
| 7 | 7            | "A-Lay-Lay-luia! (BR)" "Ha-Lay-Lay-Lujah"                                            | Leonard R. Garner Jr. | Angel Hobbs                           | 4 de novembro de 2021  | 16 de junho de 2023    | 111              | 0.26                |
| Quando os Alexanders comparecem à sua visita mensal à Igreja, Lay Lay cheira o sorvete especial de Bryce sem permissão e começa a sofrer de superaquecimento severo. Sadie deve convencer Lay Lay a dizer a verdade caso sua falha pare. Enquanto isso, Marky finge estar doente para não ir à igreja e assistir a um novo filme. Estrelas convidadas: Ishmel Sahid, David A. Arnold, Lonyé Perrine, Roz Ryan Ausente: Caleb Brown como Jeremy |              |                                                                                      |                       |                                       |                        |                        |                  |                     |
| 8 | 8            | "Dylan, o Cara (BR)" "That Dude Dylan"                                               | Kim Fields            | Desia Gore                            | 11 de novembro de 2021 | 2 de junho de 2023     | 108              | 0.49                |
| Lay Lay participa de uma batalha de rap; Marky fica triste ao vender seu brinquedo favorito. |              |                                                                                      |                       |                                       |                        |                        |                  |                     |
| 9 | 9            | "Cabeças de Muçarela (BR)" "Mozzarella Heads"                                        | Kim Fields            | John D. Beck & Ron Hart               | 11 de novembro de 2021 | 26 de maio de 2023     | 107              | 0.36                |
| Tentando ganhar algum dinheiro extra para comprar um videogame, Lay Lay e Sadie são contratados para serem palhaços de aniversário. Quando Marky percebe que as garotas são naturais, ele vê uma oportunidade de ganhar dinheiro e se oferece para ser o gerente da garota. |              |                                                                                      |                       |                                       |                        |                        |                  |                     |
| 10 | 10           | "Lay Lay e Sadie na Aventura do Cabelão (BR)" "Lay Lay & Sadie's Big Hair Adventure" | Leonard R. Garner Jr. | Angel Hobbs                           | 18 de novembro de 2021 | 5 de maio de 2023      | 104              | 0.31                |
| Trish entra em ação depois que uma pegadinha deixa Sadie e Lay Lay de cabelos em pé; sem querer, Marky deixa escorpiões escaparem dentro de casa. |              |                                                                                      |                       |                                       |                        |                        |                  |                     |
| 11 | 11           | "Um Espaço para Lay Lay (BR)" "Make Room for Lay Lay"                                | Jody Margolin Hahn    | David A. Arnold                       | 25 de novembro de 2021 | 9 de junho de 2023     | 109              | 0.27                |
| Bryce quer a vitória no torneio contra uma dupla de antigos inimigos. Lay Lay e Sadie descobrem que têm gostos diferentes ao planejar a nova decoração do quarto. Estrelas convidadas: Kensington Tallman, Ishmael Sahid e Tara Perry |              |                                                                                      |                       |                                       |                        |                        |                  |                     |
| 12 | 12           | "Tra-la-la-la-lá, la-lá Lay-Lay (BR)" "Fa-La-La-La-La-La-La-Lay-Lay"                 | Wendy Faraone         | Emily Winter & William Luke Schreiber | 2 de dezembro de 2021  | 24 de dezembro de 2023 | 112              | 0.30                |
| Marky tenta aproveitar o talento de Jeremy para embrulhar presentes; depois de uma confusão, Sadie e Lay Lay decidem realizar um milagre de Natal. |              |                                                                                      |                       |                                       |                        |                        |                  |                     |
| 13 | 13           | "Vovó Fae Fae e Lay Lay (BR)" "Granny Fae Fae & Lay Lay"                             | Morenike Joela Evans  | John D. Beck & Ron Hart               | 9 de dezembro de 2021  | 23 de junho de 2023    | 113              | 0.23                |
| Quando Sadie não consegue o papel que queria na peça e a pegadinha de Lay Lay com o diretor dá errado, o diretor Willingham exige que ela veja os pais de Lay Lay, caso contrário ela será expulsa. Sabendo que Lay Lay não é de Houston, Sadie decide se disfarçar de sua avó Fae Fae; Apesar das dificuldades, a conferência vai bem e Lay Lay está fora de perigo. O episódio termina em um cliffhanger quando Marky ouve Sadie falando sobre a verdadeira identidade de Lay Lay. Estrelas convidadas: Andrea Barber, Graydon Yosowitz                                                                                                 |              |                                                                                      |                       |                                       |                        |                        |                  |                     |

### 2.ª Temporada (2022–24)
| N.º na série | N.º na temp. | Título                                                                       | Dirigido por           | Escrito por                               | Exibição original       | Exibição no Brasil                   | Cód. de produção | Audiência (milhões) |
| --- | ------------ | ---------------------------------------------------------------------------- | ---------------------- | ----------------------------------------- | ----------------------- | ------------------------------------ | ---------------- | ------------------- |
| 14 | 1            | "Deu Bug na Lay Lay (BR)" "Ain't That a Glitch"                              | Wendy Faraone          | David A. Arnold & John D. Beck & Ron Hart | 14 de julho de 2022     | 4 de março de 20245 de março de 2024 | ASA              | 0.25                |
| Parte 1: Marky se aproveita do segredo de Lay Lay; Trish tem que pedir desculpas a uma estrela do rap; sobrecarregada, Lay Lay começa a agir de forma estranha. Parte 2: Lay Lay tem um bug que pode arruinar a noite especial dos pais de Sadie e Marky, a não ser que eles achem uma solução; Bryce ajuda Trish a superar o medo do palco. |              |                                                                              |                        |                                           |                         |                                      |                  |                     |
| 15 | 2            | "Competição da Lanchonete (BR)" "The Burger Games"                           | Wendy Faraone          | Randi Barnes                              | 21 de julho de 2022     | 6 de março de 2024                   | 203              | 0.15                |
| Vaga de emprego gera uma disputa entre Lay Lay e um novo aluno; durante a aula de caratê de Marky, Bryce mostra seu lado competitivo. |              |                                                                              |                        |                                           |                         |                                      |                  |                     |
| 16 | 3            | "Lay Lay no Salão de Beleza (BR)" "Lay Lay's Beauty Shop Day Day"            | Kim Fields             | Desia Gore                                | 28 de julho de 2022     | 7 de março de 2024                   | 204              | 0.13                |
| Lay Lay enfrenta sérias consequências por espalhar fofocas; Cobo ajuda Marky a ganhar dinheiro. |              |                                                                              |                        |                                           |                         |                                      |                  |                     |
| 17 | 4            | "O Animal de Estimação de Lay Lay (BR)" "Lay Lay Gets a Pet Pet"             | Kim Fields             | Emily Winter & William Luke Schreiber     | 4 de agosto de 2022     | 8 de março de 2024                   | 205              | 0.20                |
| Lay Lay quer um bichinho de estimação, mas acaba levando o caos para dentro de casa; Marky e Scoot comem até não aguentarem mais e têm uma indigestão com a conta. |              |                                                                              |                        |                                           |                         |                                      |                  |                     |
| 18 | 5            | "Aventura em Cleveland (BR)" "Dylan and Rebecca's Cleve-Land-Land Adventure" | Jody Margolin Hahn     | Desia Gore                                | 15 de setembro de 2022  | 15 de março de 2024                  | 210              | 0.17                |
| Sadie e uma amiga fazem cosplay em um evento ao vivo; Lay Lay reencontra um rosto familiar; Scoot abusa da hospitalidade. |              |                                                                              |                        |                                           |                         |                                      |                  |                     |
| 19 | 6            | "Reunião de Família (BR)" "Fami-Lay-Lay-Reunion"                             | Leonard R. Garner Jr.  | Angel Hobbs                               | 22 de setembro de 2022  | 12 de março de 2024                  | 207              | 0.16                |
| A reunião da família desanda quando Sadie perde uma preciosa relíquia em uma das comidas; Lay Lay pode ter encontrado outro avatar. |              |                                                                              |                        |                                           |                         |                                      |                  |                     |
| 20 | 7            | "Dicas Valiosas (BR)" "Bars"                                                 | Jody Margolin Hahn     | Freddie Gutierrez                         | 29 de setembro de 2022  | 11 de março de 2024                  | 206              | 0.19                |
| Responsável por fazer o show de talentos da escola evoluir e melhorar, Sadie sente a pressão; Lay Lay recebe dicas de um ícone do hip-hop. |              |                                                                              |                        |                                           |                         |                                      |                  |                     |
| 21 | 8            | "Corpos Trocados (BR)" "Freaky Fri-Day-Day"                                  | Leonard R. Garner Jr.  | David A. Arnold                           | 13 de outubro de 2022   | 13 de março de 2024                  | 208              | 0.23                |
| Um aplicativo faz Sadie e Lay Lay trocarem de corpo em um dia importante. |              |                                                                              |                        |                                           |                         |                                      |                  |                     |
| 22 | 9            | "Competição de Dança Country (BR)" "Lay Lay's Line Line Dance Dance"         | Leonard R. Garner Jr.  | Randi Barnes                              | 20 de outubro de 2022   | 14 de março de 2024                  | 209              | 0.14                |
| As amigas participam de um duelo de dança; Lay Lay aprende a dar uns passos fora da sua zona de conforto; Marky pega os tênis caros de Bryce emprestados. |              |                                                                              |                        |                                           |                         |                                      |                  |                     |
| 23 | 10           | "A Festa de Lay Lay (BR)" "Lay Lay's Par-Tay-Tay"                            | Kelly Elizabeth Jensen | Emily Winter & William Luke Schreiber     | 27 de outubro de 2022   | 19 de março de 2024                  | 212              | 0.20                |
| Sadie e Lay Lay não são convidadas para a festa de Tiffany e decidem fazer um evento delas; Bryce contrata Cobo para fazer as tarefas domésticas. |              |                                                                              |                        |                                           |                         |                                      |                  |                     |
| 24 | 11           | "Um Par para a Diretora (BR)" "How Zelda Got Her Groove Back Back"           | Wendy Faraone          | Freddie Gutierrez                         | 15 de dezembro de 2022  | 20 de março de 2024                  | 213              | ASD                 |
| Estrelas convidadas: Andrea Barber, Ishmel Sahid, Parvesh Cheena, Elijah M. Cooper, Archer Vattano, Graydon Yosowitz |              |                                                                              |                        |                                           |                         |                                      |                  |                     |
| 25 | 12           | "Atualização do Aplicativo (BR)" "The App Came Back"                         | Evelyn Belasco         | John D. Beck & Ron Hart                   | 25 de dezembro de 2022  | 18 de março de 2024                  | 211              | 0.26                |
| A criadora do aplicativo de avatar de Sadie faz uma grande alteração que afeta Lay Lay; Cobo exibe suas habilidades em um jogo de fliperama. |              |                                                                              |                        |                                           |                         |                                      |                  |                     |
| 26 | 13           | ASA "The Packer Packer Bowl"                                                 | Wendy Faraone          | John D. Beck & Ron Hart                   | 16 de fevereiro de 2023 | ASA                                  | 217              | 0.17                |
| 27 | 14           | ASA "Sorori-Tay-Tay"                                                         | Kim Fields             | Angel Hobbs                               | 23 de fevereiro de 2023 | ASA                                  | 216              | 0.10                |
| 28 | 15           | ASA "Beastie Pie"                                                            | Wendy Faraone          | Emily Winter & William Luke Schreiber     | 2 de março de 2023      | ASA                                  | 214              | 0.13                |
| 29 | 16           | ASA "A Place to Lay Lay Your Head" "Bringing Down the House House"           | Natalie Van Doren      | Randi Barnes                              | 9 de março de 2023      | ASA                                  | 215              | 0.10                |
| 30 | 17           | ASA "Bring It On"                                                            | Evelyn Belasco         | Desia Gore                                | 16 de março de 2023     | ASA                                  | 218              | 0.15                |
| 31 | 18           | ASA "Lay Lay's Little Little"                                                | Morenike Joela Evans   | Sandra Oyeneyin                           | 23 de março de 2023     | ASA                                  | 219              | 0.13                |
| 32 | 19           | ASA "Judge Lay Lay"                                                          | Leonard R. Garner Jr.  | David A. Arnold                           | 30 de março de 2023     | ASA                                  | 220              | 0.09                |
| 33 | 20           | ASA "Lay Lay Gets Ready to Rumble Rumble"                                    | Kim Fields             | Freddie Gutierrez                         | 6 de abril de 2023      | ASA                                  | 222              | 0.16                |
| 34 | 21           | ASA "Ask Away-Way with Lay Lay"                                              | Evelyn Belasco         | Angel Hobbs                               | 13 de abril de 2023     | ASA                                  | 223              | 0.12                |
| 35 | 22           | ASA "All I Want for Christmas Is Lay Lay"                                    | Jody Margolin Hahn     | Randi Barnes                              | 20 de dezembro de 2023  | ASA                                  | 221              | 0.06                |
| 36 | 23           | ASA "Those Girls Lay Lay"                                                    | Leonard R. Garner Jr.  | Desia Gore                                | 19 de fevereiro de 2024 | ASA                                  | 224              | 0.06                |
| Estrela convidado: Ishmel Sahid |              |                                                                              |                        |                                           |                         |                                      |                  |                     |
| 37 | 24           | ASA "Sooth-Sadie"                                                            | Morenike Joela Evans   | Emily Winter & William Luke Schreiber     | 21 de fevereiro de 2024 | ASA                                  | ASA              | ASD                 |
| Estrelas convidados: Ishmel Sahid, Kensington Tallman, Archer Vattano, Brandon Severs e Jay Brian Winnick |              |                                                                              |                        |                                           |                         |                                      |                  |                     |
| 38 | 25           | ASA "Lay Lay Goes Away-Way"                                                  | Wendy Faraone          | David A. Arnold                           | 28 de fevereiro de 2024 | ASA                                  | ASA              | ASD                 |
| Estrelas convidadas: Andrea Barber, Ishmel Sahid, Archer Vattano, Miia Harris, Miguel A. Núñez Jr. e Kelly Perine |              |                                                                              |                        |                                           |                         |                                      |                  |                     |
| 39 | 26           | ASA "Out the App 2: E-Lay-Lay-tric Boogaloo"                                 | Wendy Faraone          | John D. Beck & Ron Hart                   | 28 de fevereiro de 2024 | ASA                                  | ASA              | ASD                 |
| Estrelas convidados: Miia Harris, Archer Vattano, Nicole Sullivan, Giselle Torres, Telci Huynh e Isabella Crovetti |              |                                                                              |                        |                                           |                         |                                      |                  |                     |
| 40 | 27           | ASA "Granny Fae Fae's Back to Play Play"                                     | Gwenn Victor           | Mariah Rochelle Smith                     | 6 de março de 2024      | ASA                                  | ASA              | ASD                 |
| Estrelas convidados: Andrea Barber, Telma Hopkins, Lincoln Bonilla |              |                                                                              |                        |                                           |                         |                                      |                  |                     |
| 41 | 28           | ASA "School of Rap"                                                          | John D. Beck           | Alice Gammill                             | 6 de março de 2024      | ASA                                  | ASA              | ASD                 |
| Estrelas convidados: Sara Rue, Kensington Tallman, Anna-Grace Arnold, Archer Vattano, Allisyn Snyder |              |                                                                              |                        |                                           |                         |                                      |                  |                     |
| 42 | 29           | ASA "One Mo Bo"                                                              | Natalie Van Doren      | Angel Hobbs                               | 13 de março de 2024     | ASA                                  | ASA              | ASD                 |
| Estrelas convidados: Archer Vattano, Christine Rodriguez, Charity Joy Harrison, Rena Strober, David Shatraw |              |                                                                              |                        |                                           |                         |                                      |                  |                     |
| 43 | 30           | ASA "Adventures in Parent-Sitting"                                           | Evelyn Belasco         | Warren Hutcherson                         | 13 de março de 2024     | ASA                                  | ASA              | ASD                 |
| Estrelas convidados: Andrea Barber, Ishmel Sahid, Sean Philip Glasgow, Isa Eden e Innocent Ekakitie |              |                                                                              |                        |                                           |                         |                                      |                  |                     |
| 44 | 31           | ASA "Powers to the People"                                                   | Jody Margolin Hahn     | Sandra Oyeneyin                           | 20 de março de 2024     | ASA                                  | ASA              | ASD                 |
| Estrelas convidados: Andrea Barber, Ishmel Sahid, Anna-Grace Arnold, Archer Vattano e Jalen Youngblood |              |                                                                              |                        |                                           |                         |                                      |                  |                     |
| 45 | 32           | ASA "Toothaches and CHOFMA Breaks"                                           | Evelyn Belasco         | Freddie Gutierrez                         | 20 de março de 2024     | ASA                                  | ASA              | ASD                 |
| Depois que Lay Lay sente dor de dente, ela vai ao dentista. Enquanto isso, Sadie e Marky discutem sobre quem será o culpado pelo troféu quebrado de seus pais. Estrelas convidados: Billy Van Zandt e Kali Rocha |              |                                                                              |                        |                                           |                         |                                      |                  |                     |

## Transmissão
That Girl Lay Lay estreou originalmente em 23 de setembro de 2021 no canal Nickelodeon e foi lançado pela Netflix em 21 de janeiro de 2022.
No Brasil, a série estreou em 14 de abril de 2023 na Nickelodeon Brasil, e foi disponibilizado no catálogo da Paramount+ em 14 de julho de 2023.
Em Portugal, a série estreou em 27 de fevereiro de 2023 no Nickelodeon Portugal.